# Marie-Louise de Lamoignon
Marie-Louise de Lamoignon, también conocida como Marie-Louise-Élisabeth de Lamoignon, por su matrimonio como la condesa Molé de Champlâtreux, y en  religión como Mère Saint-Louis, nació en París el 3 de octubre de 1763 y murió en Vannes el 4 de marzo de 1825. Fue proclamada bienaventurada o  beatificada por la Iglesia católica en 2012.

## Biografía

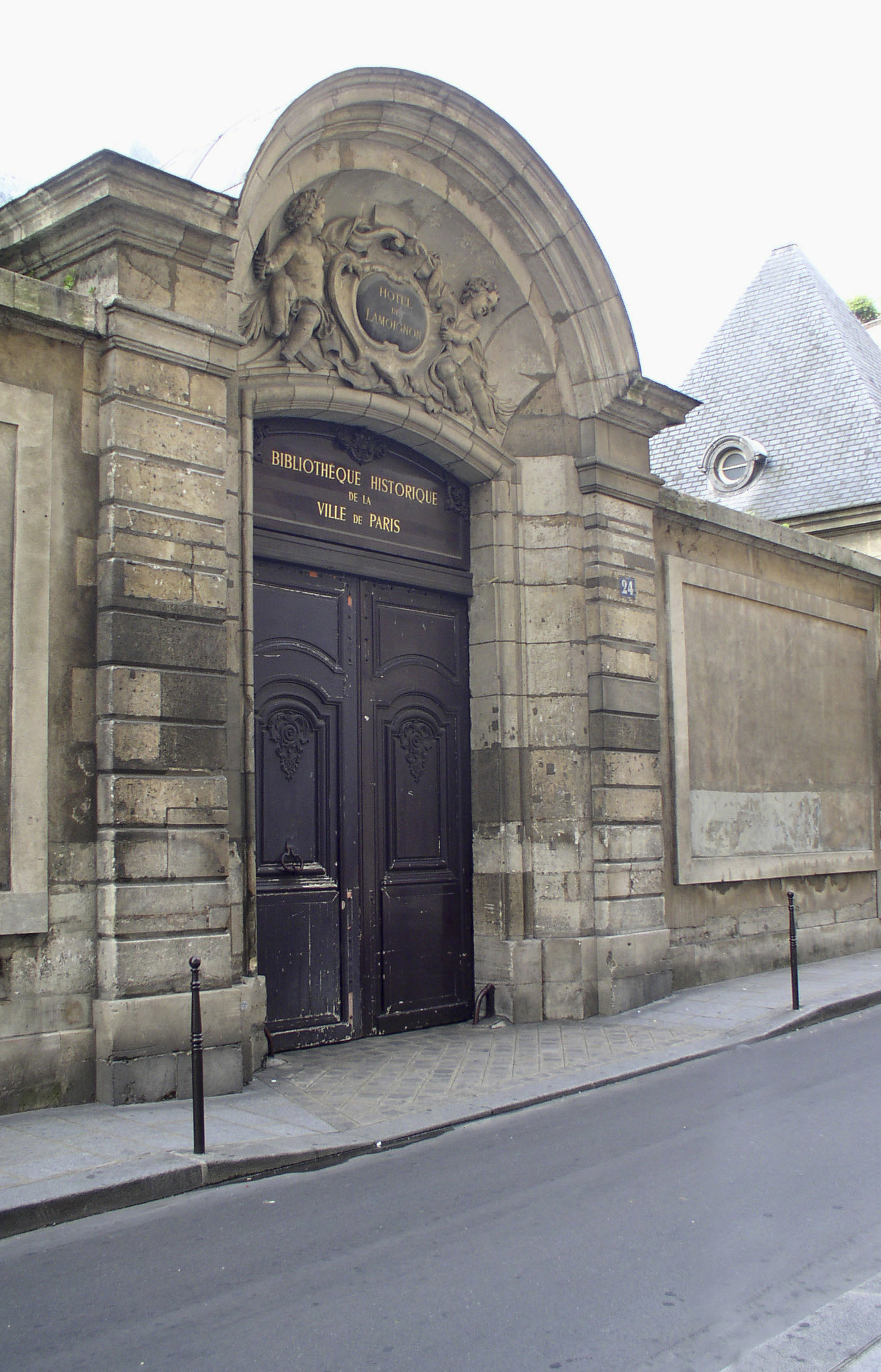
Puerta de entrada del hotel Lamoignon, hoy Biblioteca histórica de la ciudad de París

Era hija de Christian François de Lamoignon de Basville,  guardiana de los sellos de Francia en 1787 y nació en la mansión de Lamoignon en París, que forma parte de la alta nobleza francesa. Fue bautizada el mismo día de su nacimiento en la  iglesia de Saint - Sulpice. Louise-Elisabeth es muy querida por su abuela, Madame Berryer, de la quese siente muy cercana, que recibe a la familia en su castillo de Thubeuf en Normandía y cuida la piedad de su nieta, mientras le proporciona preceptores de calidad. La chica está influenciada por Bourdaloue, que es el director espiritual de la familia. Nunca olvidará las gracias que recibió de su primera comunión a la edad de ocho años. Se casó en la capilla del Hotel Lamoignon en febrero de 1779 con Édouard François Mathieu Mole, asesor del Parlamento de París, que procede de una familia de magistrados. Tuvieron cinco hijos, dos de los cuales alcanzaron la edad adulta:
1. Louis Mathieu ( 1781 - 1855 ) fue ministro de la Restauración y tuvo dos hijas;
2. Félicité ( 1786 -?), que se casó en febrero de 1802 con Christian de Lamoignon, hermano de Marie-Louise de Lamoignon y, por lo tanto, con su tío; sin descendencia.
3. Louise ( 1790 - 1794 ).

La Sra. Mole se formó gracias al Sr. de Pancemont, nuevo párroco de su parroquia de Saint-Sulpice, que la agregó a un grupo de mujeres que trataban de ayudar a los pobres del vecindario durante el duro invierno de 1788-1789. Durante un retiro sintió la llamada de Cristo.
Después de la Revolución, la familia permaneció en Francia, con excepción de un breve intervalo de tiempo en el que vivieron en Bruselas en 1791. El conde y la condesa Mole de Champlatreux regresaron en enero de 1792 para cumplir con la ley del 9 de noviembre de 1791 sobre los emigrantes. Sin embargo, fueron arrestados y encerrados en la Conciergerie. La Sra. Mole fue liberada por motivos de salud, pero su marido, un hombre de gran integridad y  caridad, fue guillotinado el día de Pascua en 1794.
Madame Mole estaba profundamente afectada por la ejecución de su esposo y la muerte de su hija de cuatro años en 1794 y piensó en entrar en una orden contemplativa. Tenía treinta años y renovó su pacto con la  cruz de Cristo por lo que la expulsaron de su casa. No encontró su propiedad en Méry-sur-Oise hasta el año siguiente. Perdió a su hermano que luchaba contra la  Convención Termidoriana en Bretaña en 1795. Era una nueva prueba.
En ese momento, sin embargo, su confesor, el señor de Pancemont, la disuadió de entrar en religión, con quien se relacionaba clandestinamente y que, habiendo regresado del exilio, se había convertido en obispo de Vannes en 1802, y la animó a fundar una congregación religiosa en 1803. Él tiene la idea de ver chicas ociosas cerca del puerto y le escribe: «Dios está esperando que comiences su trabajo». Sus dos hijos estaban casados por lo que ella aceptó la propuesta fundacional. El Concordato entró en vigor durante algunos meses y se pudo establecer la libertad religiosa en Francia. Madame Molé se instaló en Vannes con algunas compañeras y su madre, la señora de Lamoignon, en un primer convento comprado por ella, cerca del puerto de Vannes. Aquí es donde nació la congregación de las Hermanas de la Caridad de San Luis el 25 de mayo de 1803. Madame Molé empezó a dar clases a las  niñas de familias pobres. Pronunció sus votos bajo el nombre de Hermana Saint-Louis  y Madre Saint-Louis cuando se convirtió en superiora de la Congregación, y las vocaciones afluyeron. Dirigió un taller de encaje y tejido de algodón.
Cuando Pío VII volvió de la coronación de Napoleón Bonaparte, bendijo a la fundadora y sus compañeras. Una nueva prueba crucificante se produjo en 1807 cuando M.gr de Pancemont murió de un ataque de apoplejía. Una nueva casa de caridad abrió sus puertas en 1808 en Auray, en el antiguo convento de los cordelières, nombre dado a los franciscanos establecidos en Francia, y más adelante fundó un noviciado separado en 1810. La congregación fue reconocida por un decreto real en 1816. En 1824 compró el antiguo convento de Saint-Gildas de Rhuys para abrir una escuela gratuita y unos cursos de retiro. En 1816 creó  una casa de Caridad en Pléchâtel.
La madre Saint-Louis murió el 4 de marzo de 1825 aferrando a su corazón el crucifijo que no lo había dejado desde sus primeros años. Está enterrada en Vannes, en la capilla de la comunidad.

## Beatificación

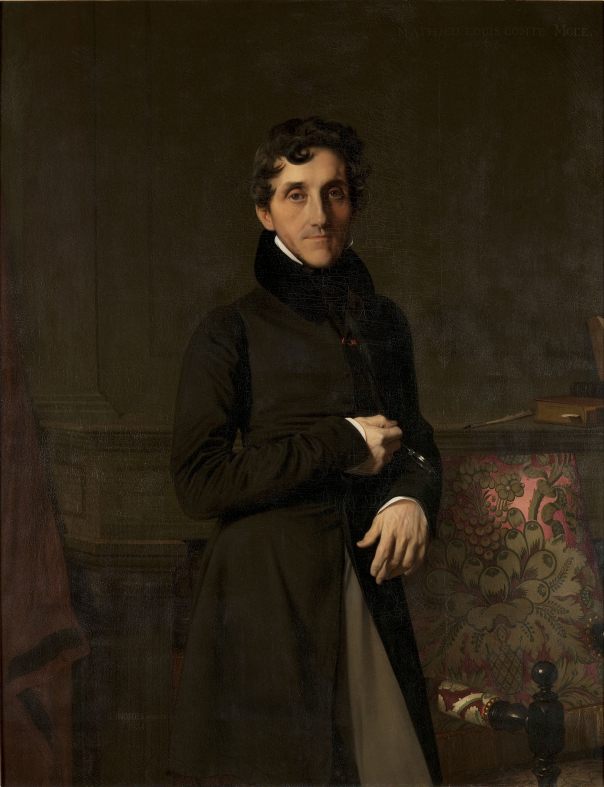
Louis Mathieu (1781-1855), su hijo, llegó a ser primer ministro de Francia.

El proceso diocesano de beatificación comenzó en 1959 y la diócesis de Vannes depositó el expediente en Roma en 1962. Desde 1967, la hermana Simone Cloutier realizó durante diez años de investigación histórica publicada en una Positio aprobada en 1977 por la comisión de historiadores y luego por la de consultores adjuntos a la Congregación para las Causas de los Santos. El papa Pablo VI ratificó esta Positio en julio de 1977. El postulador de la causa de beatificación, el Maestro Ambrosi, presentó los estudios sobre la vivencia heroica de las virtudes de la Madre Saint-Louis el 23 de diciembre de 1979. El papa Juan Pablo II la declaró venerable el 16 de enero de 1986. La Congregación para las Causas de los Santos reconoció unánimemente un milagro —curación de Marcel Lesage, un quebequense que padecía osteomielitis crónica y se curó como resultado de la intercesión de su familia— el 10 de febrero de 2011, lo que permitió al papa Benedicto XVI promulgar el decreto de beatificación de la Madre San Luis el 19 de diciembre de 2011. La ceremonia de beatificación tuvo lugar en la explanada del puerto de Vannes el 27 de mayo de 2012. Fue la primera beatificación celebrada en Bretaña. Su fiesta se celebrará a partir de ese momento cada 4 de marzo, el día de su nacimiento, en la diócesis de Vannes.